# Jerzy Jastrzębowski (trener)
Jerzy Jastrzębowski (ur. 14 stycznia 1951 w Gdańsku) – polski trener piłkarski. W trakcie kariery zyskał pseudonim Jastrząb.

## Kariera trenerska
Znany przede wszystkim ze zdobycia w 1983 roku, z grającym wówczas w III lidze zespołem Lechii Gdańsk, Pucharu Polski (po zwycięstwie w finale z Piastem Gliwice 2:1) oraz Superpucharu Polski (zwycięstwo nad ówczesnym mistrzem Polski Lechem Poznań 1:0). W 1991 roku doprowadził piłkarzy Miedzi Legnica do baraży o I ligę. Po odejściu z Legnicy prowadził pierwszoligowy Pegrotour Igloopol Dębica, ale bez sukcesów. Przepracował trzy pełne sezony w Bałtyku Gdynia – kontrakt upłynął 30 czerwca 2009. Na początku 2020 roku ponownie został trenerem Bałtyku.

## Sukcesy
Lechia Gdańsk:
- Puchar Polski: 1983
- Superpuchar Polski: 1983